# Liga Premier de Israel 2017-18
La Liga Premier de Israel 2017-18 fue la edición número 19 de la Liga Premier de Israel. La temporada comenzó el 19 de agosto de 2017 y terminó el 21 de mayo de 2018. Hapoel Be'er Sheva obtuvo su quinto título de liga

## Formato de competencia
La primera fase del campeonato consiste en un torneo de todos contra todos entre los 14 equipos a dos vueltas (local y visitante) para un total de 26 partidos para cada equipo.
En la segunda fase del campeonato, los equipos son divididos de acuerdo a su posición al término de la primera fase, los 6 equipos mejor clasificados acceden a la ronda de campeonato donde jugaran todos contra todos a partidos de ida y vuelta para aun total de 10 partidos por cada equipo. El equipo con más puntos será el campeón y califica para participar en la segunda ronda previa de la Liga de Campeones de la UEFA 2018-19. El subcampeón y tercer lugar califican para la primera ronda previa de la Liga Europa de la UEFA 2017-18. Un tercer cupo para la Liga Europa de la UEFA 2018-19 es otorgado al campeón de la Copa de Israel comenzando en la segunda ronda previa.
Los 8 equipos restantes jugaran la ronda de descenso en sistema de todos contra todos a un solo partido, para un total de 7 partidos para cada equipo.
Los equipos que terminen en penúltimo y último lugar descenderán a la Liga Leumit para la temporada 2018-19.

## Ascensos y descensos
| Pos. | de Ligat ha'Al 2016/17 |
| ---- | ---------------------- |
| 13.º | Hapoel Kfar Saba       |
| 14.º | Hapoel Tel Aviv        |

| Pos. | de Liga Leumit 2016-17 |
| ---- | ---------------------- |
| 1.º  | Maccabi Netanya        |
| 2.º  | Hapoel Acre            |

## Equipos participantes
| Club                | Ciudad        | Estadio                | Capacidad |
| ------------------- | ------------- | ---------------------- | --------- |
| Ashdod              | Asdod         | Yud-Alef Stadium       | 8.200     |
| Beitar Jerusalem    | Jerusalem     | Teddy Stadium          | 31.733    |
| Bnei Sakhnin        | Sakhnin       | Doha Stadium           | 8.500     |
| Bnei Yehuda         | Tel Aviv-Yafo | HaMoshava Stadium      | 11.500    |
| Hapoel Acre         | Acre          | Acre Municipal Stadium | 5.000     |
| Hapoel Ashkelon     | Ascalón       | Sala Stadium           | 10.000    |
| Hapoel Be'er Sheva  | Be'er Sheva   | Turner Stadium         | 16.126    |
| Hapoel Haifa        | Haifa         | Estadio Sammy Ofer     | 30.820    |
| Hapoel Ra'anana     | Ra'anana      | Netanya Stadium        | 13.800    |
| Ironi Kiryat Shmona | Kiryat Shmona | Ironi Stadium          | 5.300     |
| Maccabi Haifa       | Haifa         | Estadio Sammy Ofer     | 30.820    |
| Maccabi Netanya     | Netanya       | Netanya Stadium        | 13.800    |
| Maccabi Petah Tikva | Petah Tikva   | HaMoshava Stadium      | 11.500    |
| Maccabi Tel Aviv    | Tel Aviv      | Netanya Stadium        | 13.800    |

## Temporada regular

### Clasificación
| Pos. | Equipo              | Pts. | PJ | G  | E | P  | GF | GC | Dif. | Clasificación 2017–18    |
| ---- | ------------------- | ---- | -- | -- | - | -- | -- | -- | ---- | ------------------------ |
| 1    | Hapoel Be'er Sheva  | 57   | 26 | 17 | 6 | 3  | 43 | 18 | +25  | Ronda por el campeonato  |
| 2    | Beitar Jerusalem    | 56   | 26 | 17 | 5 | 4  | 60 | 30 | +30  | Ronda por el campeonato  |
| 3    | Maccabi Tel Aviv    | 55   | 26 | 16 | 7 | 3  | 44 | 20 | +24  | Ronda por el campeonato  |
| 4    | Hapoel Haifa        | 52   | 26 | 15 | 7 | 4  | 36 | 21 | +15  | Ronda por el campeonato  |
| 5    | Maccabi Netanya     | 45   | 26 | 12 | 9 | 5  | 43 | 29 | +14  | Ronda por el campeonato  |
| 6    | Bnei Yehuda         | 40   | 26 | 11 | 7 | 8  | 32 | 26 | +6   | Ronda por el campeonato  |
| 7    | Maccabi Petah Tikva | 33   | 26 | 9  | 6 | 11 | 30 | 35 | −5   | Ronda por la permanencia |
| 8    | Ironi Kiryat Shmona | 32   | 26 | 9  | 5 | 12 | 28 | 30 | −2   | Ronda por la permanencia |
| 9    | Bnei Sakhnin        | 30   | 26 | 8  | 6 | 12 | 24 | 35 | −11  | Ronda por la permanencia |
| 10   | Maccabi Haifa       | 25   | 26 | 6  | 7 | 13 | 26 | 33 | −7   | Ronda por la permanencia |
| 11   | Hapoel Ra'anana     | 24   | 26 | 6  | 6 | 14 | 23 | 40 | −17  | Ronda por la permanencia |
| 12   | Ashdod              | 21   | 26 | 4  | 9 | 13 | 22 | 39 | −17  | Ronda por la permanencia |
| 13   | Hapoel Ashkelon     | 17   | 26 | 3  | 8 | 15 | 19 | 39 | −20  | Ronda por la permanencia |
| 14   | Hapoel Acre         | 12   | 26 | 4  | 2 | 20 | 19 | 54 | −35  | Ronda por la permanencia |

Actualizado a los partidos jugados el 12 de marzo de 2018.
 Fuente: Soccerway
Criterios de clasificación: Puntos · Diferencia de goles · Partidos Ganados · Goles a favor · Enfrentamientos directos · Play-off.
Notas:
1. ↑  Hapoel Acre se le fue reducido 3 puntos debido a contratos dobles.[2] Se le fue devuelto un punto por orden de la corte.[3][4]

## Tabla de resultados cruzados
| Local \ Visitante   | ASH | BEI | BNS | BNY | HAC | HAS | HBS | HHA | HRA | IRO | MHA | MNE | MPT | MTA |
| ------------------- | --- | --- | --- | --- | --- | --- | --- | --- | --- | --- | --- | --- | --- | --- |
| Ashdod              | —   | 1–3 | 1–2 | 1–1 | 3–2 | 1–1 | 1–3 | 1–1 | 0–1 | 0–2 | 0–0 | 0–3 | 1–2 | 0–0 |
| Beitar Jerusalem    | 4–1 | —   | 4–2 | 2–0 | 3–0 | 2–0 | 2–2 | 3–3 | 3–2 | 1–1 | 3–1 | 4–1 | 1–0 | 1–2 |
| Bnei Sakhnin        | 0–0 | 3–2 | —   | 2–2 | 2–1 | 2–1 | 1–3 | 0–1 | 2–1 | 1–2 | 1–0 | 0–0 | 0–2 | 0–1 |
| Bnei Yehuda         | 1–2 | 3–2 | 3–0 | —   | 2–1 | 3–1 | 0–1 | 0–1 | 1–0 | 1–0 | 2–0 | 0–1 | 2–1 | 0–0 |
| Hapoel Acre         | 1–0 | 1–3 | 1–2 | 1–1 | —   | 0–1 | 0–1 | 0–1 | 0–2 | 0–3 | 2–0 | 0–3 | 0–3 | 0–2 |
| Hapoel Ashkelon     | 1–2 | 1–3 | 0–2 | 1–1 | 2–1 | —   | 0–1 | 0–0 | 0–1 | 0–0 | 0–0 | 1–1 | 1–3 | 2–2 |
| Hapoel Be'er Sheva  | 2–0 | 1–1 | 2–0 | 0–0 | 3–1 | 1–0 | —   | 1–1 | 3–1 | 3–1 | 2–0 | 1–1 | 3–0 | 2–1 |
| Hapoel Haifa        | 1–0 | 0–2 | 1–0 | 2–1 | 4–0 | 3–1 | 1–1 | —   | 2–0 | 0–2 | 1–0 | 2–0 | 2–0 | 2–2 |
| Hapoel Ra'anana     | 2–1 | 0–2 | 1–1 | 1–1 | 0–1 | 0–3 | 1–3 | 1–1 | —   | 0–0 | 0–3 | 0–3 | 0–0 | 0–1 |
| Ironi Kiryat Shmona | 1–2 | 1–1 | 0–0 | 2–1 | 4–0 | 1–0 | 0–1 | 0–1 | 0–2 | —   | 1–0 | 1–2 | 3–1 | 1–2 |
| Maccabi Haifa       | 1–0 | 1–2 | 2–0 | 0–2 | 0–1 | 1–1 | 3–1 | 0–3 | 4–2 | 4–0 | —   | 1–2 | 1–1 | 1–3 |
| Maccabi Netanya     | 2–2 | 2–1 | 1–1 | 1–2 | 2–2 | 2–0 | 1–0 | 2–0 | 2–2 | 3–1 | 1–1 | —   | 4–0 | 2–3 |
| Maccabi Petah Tikva | 1–1 | 1–2 | 1–0 | 1–2 | 2–1 | 3–0 | 0–2 | 0–2 | 3–2 | 2–0 | 2–2 | 1–1 | —   | 0–0 |
| Maccabi Tel Aviv    | 1–1 | 0–3 | 2–0 | 2–0 | 5–2 | 3–1 | 1–0 | 4–0 | 0–1 | 2–1 | 0–0 | 3–0 | 2–0 | —   |

## Ronda por el campeonato

### Clasificación
| Pos. | Equipo             | Pts. | PJ | G  | E  | P  | GF | GC | Dif. | Clasificación 2018–19                 |
| ---- | ------------------ | ---- | -- | -- | -- | -- | -- | -- | ---- | ------------------------------------- |
| 1    | Hapoel Be'er Sheva | 80   | 36 | 24 | 8  | 4  | 70 | 27 | +43  | Primera ronda de la Liga de Campeones |
| 2    | Maccabi Tel Aviv   | 71   | 36 | 21 | 8  | 7  | 60 | 33 | +27  | Primera ronda de la Liga Europea      |
| 3    | Beitar Jerusalem   | 68   | 36 | 20 | 8  | 8  | 75 | 51 | +24  | Primera ronda de la Liga Europea      |
| 4    | Hapoel Haifa       | 62   | 36 | 17 | 11 | 8  | 48 | 39 | +9   | Segunda ronda de la Liga Europea      |
| 5    | Maccabi Netanya    | 58   | 36 | 16 | 10 | 10 | 59 | 54 | +5   |                                       |
| 6    | Bnei Yehuda        | 49   | 36 | 13 | 10 | 13 | 47 | 41 | +6   |                                       |

Actualizado a los partidos jugados el 21 de mayo de 2018.
 Fuente: Soccerway
Criterios de clasificación: Puntos · Diferencia de goles · Partidos Ganados · Goles a favor · Enfrentamientos directos · Play-off.

### Tabla de resultados cruzados
| Local \ Visitante  | BEI | BNY | HBS | HHA | MNE | MTA |
| ------------------ | --- | --- | --- | --- | --- | --- |
| Beitar Jerusalem   | —   | 1–1 | 1–4 | 1–1 | 2–0 | 3–2 |
| Bnei Yehuda        | 3–3 | —   | 1–1 | 3–0 | 1–3 | 0–2 |
| Hapoel Be'er Sheva | 3–1 | 1–0 | —   | 2–2 | 6–1 | 0–1 |
| Hapoel Haifa       | 0–1 | 2–1 | 1–4 | —   | 1–1 | 2–2 |
| Maccabi Netanya    | 4–1 | 0–5 | 1–5 | 2–1 | —   | 4–1 |
| Maccabi Tel Aviv   | 3–1 | 2–0 | 0–1 | 1–2 | 2–0 | —   |

## Ronda por el descenso

### Clasificación
| Pos. | Equipo              | Pts. | PJ | G  | E  | P  | GF | GC | Dif. | Clasificación 2018–19          |
| ---- | ------------------- | ---- | -- | -- | -- | -- | -- | -- | ---- | ------------------------------ |
| 1    | Ironi Kiryat Shmona | 45   | 33 | 13 | 6  | 14 | 39 | 0  | +39  |                                |
| 2    | Maccabi Petah Tikva | 43   | 33 | 12 | 7  | 14 | 40 | 44 | −4   |                                |
| 3    | Hapoel Ra'anana     | 40   | 33 | 11 | 7  | 15 | 36 | 45 | −9   |                                |
| 4    | Maccabi Haifa       | 38   | 33 | 10 | 8  | 15 | 38 | 39 | −1   |                                |
| 5    | Bnei Sakhnin        | 38   | 33 | 10 | 8  | 15 | 32 | 47 | −15  |                                |
| 6    | Ashdod              | 28   | 33 | 6  | 10 | 17 | 29 | 48 | −19  |                                |
| 7    | Hapoel Ashkelon     | 21   | 33 | 4  | 9  | 20 | 23 | 51 | −28  | Descenso a Liga Leumit 2018-19 |
| 8    | Hapoel Acre         | 22   | 33 | 6  | 4  | 23 | 26 | 67 | −41  | Descenso a Liga Leumit 2018-19 |

Actualizado a los partidos jugados el 13 de mayo de 2018.
 Fuente: Soccerway
Criterios de clasificación: Puntos · Diferencia de goles · Partidos Ganados · Goles a favor · Enfrentamientos directos · Play-off.

### Tabla de resultados cruzados
| Local \ Visitante   | ASH | BNS | HAC | HAS | HRA | IRO | MHA | MPT |
| ------------------- | --- | --- | --- | --- | --- | --- | --- | --- |
| Ashdod              | —   | —   | —   | 1–0 | —   | 1–2 | 2–1 | —   |
| Bnei Sakhnin        | 2–1 | —   | —   | —   | 1–3 | —   | 1–1 | 2–2 |
| Hapoel Acre         | 1–1 | 1–2 | —   | —   | —   | —   | —   | 2–1 |
| Hapoel Ashkelon     | —   | 2–0 | 0–2 | —   | —   | —   | —   | 0–2 |
| Hapoel Ra'anana     | 1–0 | —   | 1–1 | 4–0 | —   | —   | —   | —   |
| Ironi Kiryat Shmona | —   | 2–0 | 4–0 | 1–1 | 0–1 | —   | —   | —   |
| Maccabi Haifa       | —   | —   | 4–0 | 2–1 | 2–0 | 1–2 | —   | —   |
| Maccabi Petah Tikva | 2–1 | —   | —   | —   | 1–3 | 2–0 | 0–1 | —   |

## Goleadores
| Pos. | Jugador           | Club                            | Goles |
| ---- | ----------------- | ------------------------------- | ----- |
| 1    | Dia Saba          | Maccabi Netanya                 | 24    |
| 2    | Viðar Kjartansson | Maccabi Tel Aviv                | 13    |
| 3    | Eden Ben Basat    | Hapoel Haifa                    | 12    |
| 3    | Hanan Maman       | Hapoel Haifa/Hapoel Be'er Sheva | 12    |
| 3    | Alon Turgeman     | Hapoel Haifa                    | 12    |
| 6    | Ben Sahar         | Hapoel Be'er Sheva              | 11    |
| 7    | Nikita Rukavytsya | Maccabi Haifa                   | 10    |
| 7    | Tomáš Pekhart     | Hapoel Be'er Sheva              | 10    |
| 7    | Shimon Abuhatzira | Hapoel Ra'anana                 | 10    |
| 7    | Nick Blackman     | Maccabi Tel Aviv                | 10    |